# Liste der Biografien/Lih
Liste der Biografien |
Portal Biografien |
Personensuche
# |
A |
B |
C |
D |
E |
F |
G |
H |
I |
J |
K |
L |
M |
N |
O |
P |
Q |
R |
S |
T |
U |
V |
W |
X |
Y |
Z |
?
 
La |
Lb |
Lc |
Le |
Lg |
Lh |
Li |
Lj |
Ll |
Lm |
Lo |
Lp |
Lt |
Lu |
Lv |
Lw |
Lx |
Ly |
Lz
 
Lia |
Lib |
Lic |
Lid |
Lie |
Lif |
Lig |
Lih |
Lii |
Lij |
Lik |
Lil |
Lim |
Lin |
Lio |
Lip |
Liq |
Lir |
Lis |
Lit |
Liu |
Liv |
Liw |
Lix |
Liy |
Liz
Die Liste der Biografien führt alle Personen auf, die in der deutschsprachigen Wikipedia einen Artikel haben. Dieses ist eine Teilliste mit 12 Einträgen von Personen, deren Namen mit den Buchstaben „Lih“ beginnt.

## Lih
- Lih, Lars T. (* 1947), kanadischer Historiker und Musikwissenschaftler

### Liha
- Lihadji, Isaac (* 2002), französischer Fußballspieler
- Lihao, Wen (* 1983), chinesischer Dartspieler
- Liharzik, Franz (1813–1866), Wiener Kinderarzt und Naturwissenschaftler (Naturforscher)
- Liharzik, Franz (1847–1915), österreichischer Politiker
- Lihaz, Sängersklavin

### Lihe
- Lihedheb, Maissa (* 1993), deutsche Filmregisseurin, Filmkuratorin, Produzentin und Drehbuchautorin

### Lihl
- Lihl, Peter (1939–2011), deutscher Fußballspieler

### Lihn
- Lihn, Enrique (1929–1988), chilenischer Dichter und Autor

### Liho
- Lihović, Amna (* 1997), bosnische Fußballspielerin, Trainerin und Unternehmerin

### Lihs
- Lihsa, Henryk (* 1966), deutscher Fußballtorhüter
- Lihsa, Werner (* 1943), deutscher Fußballtorhüter